# Burnupia verreauxi
Burnupia verreauxi е вид коремоного от семейство Planorbidae.

## Разпространение и местообитание
Видът е разпространен в Демократична република Конго и Южна Африка.
Обитава сладководни басейни, морета и реки.